# Une lubie de monsieur Fortune
Pour plus de détails, voir Fiche technique et Distribution.
Une lubie de monsieur Fortune est un téléfilm français réalisé par Philippe Venault et diffusé en 2011.

## Synopsis
Un jeune missionnaire, Vincent Fortune débarque sur une petite île de Polynésie au début du XXe siècle. Il veut à tout prix évangéliser les habitants mais ses propres croyances vacillent face à l’accueil sincère, à la culture et aux divinités insulaires.
Au bout de quelque temps, les villageois l'invitent à un sacrifice, car leur dieu a décidé de l'accepter parmi eux. Frère Vincent, révolté, s'enfuit. Seul le fils du chef, Matahi, s'intéresse à son message et à son dieu et demande à se faire baptiser. Le missionnaire lui donne le nom de Théodore, cadeau de Dieu. 
Quand l'abbé chef de mission dit à frère Vincent que s'il ne parvient pas à convertir plus d'indigènes, il devra repartir, plusieurs villageois acceptent de se prêter au jeu et de faire croire à l'abbé qu'ils se sont convertis.
Frère Vincent peut donc rester, mais il découvre que même Théodore a récupéré son tiki et qu'il continue de lui faire des offrandes…

## Fiche technique
- Titre : Une lubie de M. Fortune

- Réalisation : Philippe Venault
- Scénario : Patrick Laurent, d'après le roman de Sylvia Townsend Warner
- Photographie : Yves Lafaye
- Production : Mascaret Films, France 2, Creative.tv
- Pays de production :  France
- Langues : français, tahitien

- Durée : 99 minutes

- Dates de première diffusion : 
  - 24 juin 2011 sur France 2
  - 10 septembre 2016 sur France Ô[1],[2]

## Distribution
- Grégori Derangère : Vincent
- Heïva Ah-Min : Matahi / Théodore
- Kaleinui Wong : Orama
- Michel Bompoil : l'abbé
- Pierre Cognon : le capitaine
- Tihoti Barff : Hiro
- Teura Tehau : La chamane
- Nouschka Dieudonné : Lita
- Rirei Wan : Hereiti
- Leilana Miller

## Production
Le film a été tourné à Tahiti et Moorea.

## Accueil critique
Les critiques de télévision sont partagées. Pour Nadine Bucharles dans Télé 7 jours, il s'agit d'« Une fable simplette autour d'un missionnaire idéaliste. » Télécâble Sat Hebdo est très mitigé : « Ce film n'a pas assez d'énergie pour nous embarquer jusqu'à la fin. Quant aux dialogues, ils frisent parfois le ridicule. Dommage car l'univers est original. » Télé Star porte un avis plus favorable : « En dépit d'une intrigue quelque peu simpliste, la justesse des interprètes aide à suivre jusqu'au bout cette histoire d'acceptation de l'autre. » Télé Z souligne la qualité de jeu de l'acteur principal : « Grégori Dérangère emmène avec talent cette fiction. » Télérama apprécie « Une jolie fable douce-amère sur la collision de deux systèmes de croyance et, surtout, de deux philosophies de l'existence. » La Cité des artistes donne un avis franchement enthousiaste : « Très beau film porté par le jeu de Grégori Derangère. Une histoire forte et un vrai dépaysement ! »